# Pyramios
Pyramios is een geslacht van uitgestorven buideldieren uit de familie Diprotodontidae van de orde Diprotodontia uit het Mioceen in Australië.
Pyramios was erg groot en bereikte een lengte van ongeveer tweehonderdvijftig centimeter en een hoogte van ongeveer honderdvijftig centimeter. Pyramios woog naar schatting zevenhonderd kilogram. Het was qua grootte vergelijkbaar met zijn neef Diprotodon, die ook lid is van de familie Diprotodontidae.